# Colônia Brasolândia
A Colônia Brasolândia é uma colônia fundada por imigrantes neerlandeses em 1984, às margens da rodovia BR-251, no município de Unaí, em Minas Gerais. A sede da colônia está localizada a cerca de 40 km da sede municipal e a 120 km de Brasília. A colônia tem cerca de 150 pessoas atualmente e ocupa uma área de 3.000 hectares.

## História
Parte dos imigrantes holandeses que chegaram em Brasolândia vieram da Colônia de Holandeses de Monte Alegre, que foi dispersa em 1971. A colônia Monte Alegre era uma colônia fundada em 1949 que estava localizada nas terras cedidas pela empresa Klabin. Após o final do contrato, os colonos se dispersaram, alguns retornaram para os Países Baixos, outros migraram para a América do Norte e os remanescentes se dispersaram em outras colônias holandesas no Brasil.
Os colonos que chegaram em Unaí resolveram empreender em aproximadamente vinte propriedades rurais. Nos aspectos econômicos, os empreendimentos agrícolas se tornaram significativos na localidade, apresentando inúmeras lavouras e o emprego de alta tecnologia para alavancar a produtividade.
Na comunidade há um cemitério, uma escola (Escola Municipal Leonor Martins Costa), um restaurante e a presença da Igreja Reformada do Brasil, igreja protestante de orientação calvinista fundada pelos imigrantes.